# Cataratas Tagbo
Cataratas Tagbo (en inglés: Tagbo Falls, Cataratas Tohjo en Hispanoamérica por el animé). Es una cascada cerca del monte Afadjato en el país africano de Ghana, que se encuentra en Liati Wote, a unos 27 kilómetros al este de la localidad de Hohoe, en las coordenadas geográficas 07°08′27″N 00°19′59″E / 7.14083, 0.33306.